# Paul Păltănea
Paul Păltănea (n. 25 iunie 1924, București – d. 25 ianuarie 2008, Galați) a fost un istoric român. A fost cunoscut ca un remarcabil cercetător, autor de lucrări științifice, doctor în istorie, premiat al Academiei Române și membru al Academiei Internaționale de Genealogie de la Paris, este autorul Istoriei orașului Galați de la origini până la 1918, lucrare monumentală apreciată ca una dintre cele mai bune monografii scrise în România. 

## Biografie
Născut la București, pe 25 iunie 1924, Paul Păltănea și-a petrecut copilăria la Galați, unde familia sa, lipsită de prea mari posibilități materiale, se mutase. A urmat aici cursurile școlii primare (1931-1935) și apoi Colegiul Național „Vasile Alecsandri” (1935-1943), locuri unde a deprins, între atâtea alte valori și cunoștințe, respect pentru trecut și dragoste pentru orașul de adopție. În 1943, în tumultul Marelui Război în care și România era implicată, a fost admis la specializarea istorie, Facultatea de Litere și Filosofie din cadrul Universității din București. A avut astfel posibilitatea să audieze cursurile marilor istorici români, specialiști de talia lui Gheorghe Brătianu, Constantin C. Giurescu sau Ion Nestor.
„În tinerețe, Paul Păltănea a cunoscut calvarul temnițelor comuniste, fiind condamnat, pe nedrept, ca simpatizant legionar. Acolo i-a întâlnit pe Valeriu Gafencu, Mircea Vulcănescu, Ernest Bernea, Radu Gyr, Petre Țuțea, Nichifor Crainic și mulți alți intelectuali de marcă, victime ale politicii staliniste. Paul Păltănea a fost un om de cultură în adevăratul înțeles al cuvântului. După ce o vreme a fost bibliotecar la Biblioteca „V.A. Urechia” din Galați, după pensionare, academicianul Păltănea trecea aproape zilnic pragul bibliotecii, dar și al filialei Arhivelor Statului, unde îl atrăgea pasiunea sa pentru istoria Galațiului. Era o veritabilă enciclopedie vie, cunoștea istoria familiilor gălățene și nu numai, ci și istoria clădirilor, străzilor, monumentelor și deseori era cel care scotea din impas un tânăr cercetător, căruia i se adresa, în semn de respect, cu apelativul „colega”.”
În ultimii ani, Paul Păltănea a fost președintele filialei din Galați a Asociației Foștilor Deținuți Politici. A fost cetățean de onoare al municipiului Galați.

## Opera
- Mihail Voievod - domn al Țării Românești, al Ardealului și a toată țara Moldovei, Galați, 1975
- Viața lui Costache Negri, Iași, 1985
- Istoria orașului Galați de la origini până la 1918, Editura Porto-Franco, Galați, 1994 - operă distinsă cu premiul „A. D. Xenopol” al Academiei Române
- Neamul logofătului Costache Conachi, Editura Albatros, București, 2001
- Peceți ștefăniene la Dunărea de Jos, Galați, 2004

## Aprecieri critice
„Paul Păltănea, fiu al orașului său, Galați, angajat într-o acțiune ale cărei riscuri le cunoaștem pe deplin, a izbutit să adauge portului dunărean un edificiu pe măsura importanței și a dezvoltării sale contemporane. Și-a clădit construcția pe o informație documentară care se vrea - și se pare că și este, chiar - exhaustivă, căreia i-a adăugat o riguroasă metodă științifică și o experiență matură de cercetare în disciplina care o slujește cu o probitate și o pasiune exemplară.” — academician Gheorghe Platon
„Opera lui Paul Păltănea reprezintă o realizare remarcabilă. Stilul său este limpede și fluent; lectura se face cu plăcere.” — academician Constantin C. Giurescu
„Efortul îndelungat, talentul de cercetător, informația foarte bogată și pasiunea nestinsă a lui Paul Păltănea și-au găsit concretizarea într-o monumentală monografie asupra unuia dintre cele mai importante orașe și porturi ale țării.” — Constantin N. Velichi

## In memoriam
Printr-o hotărâre de guvern din decembrie 2014 denumirea Muzeului de Istorie Galați a fost schimbată în Muzeul de Istorie „Paul Păltănea” Galați.